# إيفانو فوساتي
إيفانو فوساتي (بالإيطالية: Ivano Fossati)‏ هو ملحن ومنتج أسطوانات ومغن مؤلف إيطالي، ولد في 21 سبتمبر 1951 في جنوة في إيطاليا.

## وصلات خارجية
- الموقع الرسمي
- إيفانو فوساتي على موقع IMDb (الإنجليزية)
- إيفانو فوساتي على موقع ميوزك برينز (الإنجليزية)
- إيفانو فوساتي على موقع أول ميوزيك (الإنجليزية)
- إيفانو فوساتي على موقع ديسكوغز (الإنجليزية)
- إيفانو فوساتي على موقع قاعدة بيانات الفيلم (الإنجليزية)